# Gabriel Ogando
Gabriel Ogando (La Plata, 22 augustus 1921 - Buenos Aires, 19 juli 2006) was een Argentijns voetballer.
Hij speelde het grootste deel van zijn carrière als doelman bij Estudiantes La Plata, waar hij 347 wedstrijden onder de latten stond. 